# Байрачки
Байра́чки (укр. Байрачки) — посёлок, относится к Перевальскому району Луганской области Украины.

## Географическое положение
Соседние населённые пункты: посёлки Софиевка, Центральный, Круглик, Чернухино на юго-западе, сёла Комиссаровка, Вергулёвка и посёлок Вергулёвка на западе, Червоный Прапор и сёла Оленовка, Южная Ломоватка на северо-западе, города Зоринск, Брянка и Артёмовск на северо-востоке, сёла Малоивановка и Красная Заря на востоке, посёлок Городище на юго-востоке.

## История
21 октября 1959 года Байрачки получили статус рабочего посёлка.
Согласно переписи населения СССР, проходившей в январе 1989 года, численность населения составляла 1383 человека.
По состоянию на 1 января 2013 года численность населения составляла 842 человека.
С весны 2014 года — в составе Луганской Народной Республики.

## Местный совет
94323, Луганская обл., Перевальский р-н, г. Зоринск, ул. Ленина, 8